# Naritas internationella flygplats
Naritas internationella flygplats (成田国際空港 Narita Kokusai Kūkō?) (IATA: NRT, ICAO: RJAA) är en internationell flygplats i Narita i Chiba prefektur i Japan, i östra delen av Stortokyo och cirka 6 mil från Tokyos stadskärna. Den öppnade 20 maj 1978 som New Tokyo International Airport.
Narita har den största delen av den internationella trafiken till Japan och är också en stor anslutningsflygplats för trafik mellan Asien och Amerika. Det är den näst största passagerarflygplatsen i Japan, och den största fraktflygplatsen. Den fungerar som internationell hubb för Japan Airlines och All Nippon Airways. Flygplatsen är världens 27:e största och hade 44 miljoner passagerare år 2019.
Även om staden Tokyo står för en stor del av flygplatsens trafik, ligger den långt från de centrala delarna (ca 60 min med flygtåg och 90 min med pendeltåg). 
Hanedas flygplats, som ligger i Tokyo, är den största flygplatsen i landet men har betydligt mindre utrikestrafik än Narita, med London, Paris och Frankfurt som enda europeiska destinationer. Narita har däremot direktförbindelse från både Köpenhamn och Helsingfors, så från Sverige är den betydligt snabbare att nå.
Flygplatsens bana 1 är med sina 4 000 meter tillsammans med bana 2 på Kansais internationella flygplats de längsta i Japan.

## Passagerarstatistik
Sökfråga på wikidata efter rådata.